# 岩本堯
岩本 堯（いわもと たかし、1930年4月20日 - ）は、和歌山県田辺市出身の元プロ野球選手（外野手、内野手）・コーチ・監督。

## 来歴・人物

### プロ入りまで
旧制田辺中学校では2年次の1947年に一塁手・控え投手として春の選抜へ出場。1回戦で富田中から22点を奪い快勝。この試合で５回からリリーフに立ち甲子園初登板を果たすが、11四球を与えている。2回戦では先発を任され、城東中の前田祐吉と投げ合い、先制するが9回に追いつかれて延長11回サヨナラ負けを喫した。夏の大会が終わると、野球部を退部して陸上競技部に入る。陸上部では、コーチに来た南部忠平から「野球より陸上競技でオリンピックを目指したほうがよい」と勧められたという。1ヶ月ほどで野球部に復帰すると、3年次の1948年には右翼手に回り、2年連続で春の選抜へ出場。1回戦は岐阜商を大差で降すが、準々決勝はこの大会に優勝した京都一商の北本重二に抑えられ敗退。チームメートでは二塁手・左翼手の寺本哲治、遊撃手の南温平がプロ入りしている。
1949年に早稲田大学に進学。東京六大学野球リーグでは在学中5回優勝、早大黄金期の中軸打者として活躍する。安部球場で場外本塁打を打つなど長打力に優れ、監督の森茂雄からは「景浦二世」と呼ばれた。3年次の1951年に春の愛知産業とのオープン戦で死球を受けて右肘を骨折し、のちに森茂雄はこの骨折が原因で岩本の打撃が落ちたと語っている。同期には荒川博・沼澤康一郎、1年下には福嶋一雄・小森光生・広岡達朗がいた。リーグ通算77試合出場、279打数77安打、打率.276、1本塁打、38打点。

### 現役時代
3年次から毎日オリオンズから勧誘を受けていたが、大学卒業にあたって、読売ジャイアンツと南海ホークスとの争奪戦となる。岩本自身は早稲田の先輩である蔭山和夫がいる南海を志望していたが、高校時代に勧誘を受けて関係で、岩本の父と巨人代表の宇野庄治の繋がりが強く、父親の意向で1953年に巨人へ入団する。契約金は180万円、月給8万円であった。
巨人では、前年限りで青田昇が放出されていたことから、岩本は新人ながら与那嶺要・南村不可止と共に外野の一角を占め、1年目から7番を打ってチームのリーグ3連覇に貢献。同年の南海との日本シリーズでは大阪の第5戦で中村大成から本塁打を放った。2年目の1954年は打撃に苦心して前年よりも成績を落とすが、1955年からはクリーンナップに入って5番を任されるようになり、自己最高の打率.266（12位）、12本塁打、60打点、18盗塁を記録。俊足を活かしてリーグ最多の10三塁打も放ち、2年ぶりのリーグ優勝に貢献。南海との日本シリーズでは後楽園の第5戦でシリーズの1試合最多記録となる3盗塁をはじめ、このシリーズで6盗塁を決める。また、南海の飯田徳治とシリーズ首位打者を争うも、最終の第7戦で無安打に終わり、結局24打数10安打、打率.417で、打率.500を打った飯田に敗れた。1956年には監督の水原茂からフットワークの良さを買われて三塁手も兼ねるが、外野手から内野手への転向は難しく、遊撃の広岡達郎から相当注文を付けられてしまったという。この年は自己最多の125試合に出場し、打率.254（リーグ14位）の記録を残すが、リーグ最多の7死球を受けた。同年8月4日の大洋戦（川崎）では4回に小林経旺から3ラン、5回に大石正彦から2ラン、6回に田頭光男からソロと3イニング連続本塁打を記録。同年の西鉄との日本シリーズでは第3戦から土屋正孝に代わり三塁手として先発出場。最終第6戦では稲尾和久から本塁打を放つなど16打数5安打3打点と活躍した。
しかし、1957年に頭部への死球を受けてからは腰が逃げるバッティングとなって不振に陥る。同年打率.199（リーグ28位）に終わると、西鉄との日本シリーズも12打数2安打と振るわなかった。1958年には高卒3年目の坂崎一彦が台頭するが、中堅手として79試合に先発出場。西鉄との日本シリーズは、第1戦で若生忠男から3点適時二塁打を放ち勝利に貢献するが、その後は無安打に終わった。
1958年秋に早大時代の恩師・森茂雄が大洋ホエールズの社長に就任すると、岩本は森から移籍して手助けをするように請われる。岩本は巨人球団社長の品川主計に相談したところ、即座に許可が出たため、大洋への移籍が実現した。大洋監督就任予定であった早大の先輩でもある三原脩によるチーム編成の一環であったという。1959年は1番打者として15盗塁を記録。1960年は監督に就任した三原脩の下で2番を打ち、球団初のリーグ優勝に貢献。大毎との日本シリーズでも左翼手として全4試合に出場し、チーム日本一に力を添えた。1961年になると夜に試合に出場する傍らで、昼間は三原が指名した新人の長田幸雄に対して毎日打撃投手を務めながら指導するようになる。同年オフに三原から打撃コーチ就任を指示される。岩本はあと1年で10年選手の資格を得ることができるため、現役続行を希望するが、三原の説得によりコーチ就任を承諾する。1962年はコーチ兼選手の登録だったが、出場機会はなく同年限りで現役を引退。

### 現役引退後
引退後も大洋に残って一軍打撃コーチ（1963年 - 1968年）を務め、変化の激しいテニスボールを使用した打撃練習の方法を編み出した。捕手から一塁手に転向したばかりの松原誠をマンツーマンで指導して主力打者に育て、1964年の春頃には黒木基康に一本足打法を勧めた 。
大洋退団後の1969年、三原が監督を務めていた近鉄一軍打撃コーチに就任。1971年には三原の後を受けて監督に昇格し、1971年3位・1972年2位とAクラスをキープ。3年目の1973年は前後期2シーズン制となってプレーオフ制度が導入され、投手力のある近鉄が短期決戦で有利あるとして優勝候補の筆頭にも挙げられたが、開幕後は投手陣の相次ぐ故障でチームは低迷。8月下旬には島田光二が代理監督となり岩本は退任した。その後も三原に招聘され、日本ハムで一軍打撃コーチ（1974年）→二軍監督（1975年）→ファームディレクター（1976年）を務めた。
日本ハム退団後は古巣・巨人に復帰し、二軍監督（1977年 - 1980年）→渉外担当（1981年 - 1983年）→査定担当（1984年 - 1990年）を歴任。巨人渉外担当時代はレジー・スミス、ウォーレン・クロマティらを獲得。査定担当時代は全試合に帯同し、試合が終わると自宅やホテルで選手一人一人の評価をした。約500個もある査定項目を全てチェックし、試合ごとに累積して数字に表した。ヘッドワークやチームプレーなど表面に表れにくい貢献もポイント化し、それを新聞紙を広げたくらいの大きさの査定用紙を印刷して選手個々用に作り、それぞれの評価を書き込んだ。査定が終るのが夜中の2時、3時になることも珍しくなく、監督や担当コーチからも話を聞いて、現場の目から見た選手の評価を聞き、それも査定の参考にしていた。
巨人退団後はベースボール・マガジン社に勤務し、事業部部長としてプロレスオールスター戦『夢の懸け橋』東京ドーム大会にも係わっている。

## 詳細情報

### 年度別打撃成績
| 年 度     | 球 団     | 試 合 | 打 席 | 打 数 | 得 点 | 安 打 | 二 塁 打 | 三 塁 打 | 本 塁 打 | 塁 打 | 打 点 | 盗 塁 | 盗 塁 死 | 犠 打 | 犠 飛 | 四 球 | 敬 遠 | 死 球 | 三 振 | 併 殺 打 | 打 率 | 出 塁 率 | 長 打 率 | O P S |
| --------- | --------- | ----- | ----- | ----- | ----- | ----- | -------- | -------- | -------- | ----- | ----- | ----- | -------- | ----- | ----- | ----- | ----- | ----- | ----- | -------- | ----- | -------- | -------- | ----- |
| 1953      | 巨人      | 109   | 319   | 284   | 35    | 72    | 8        | 6        | 7        | 113   | 46    | 11    | 6        | 10    | --    | 24    | --    | 1     | 34    | 9        | .254  | .314     | .398     | .712  |
| 1954      | 巨人      | 100   | 279   | 249   | 33    | 56    | 13       | 2        | 2        | 79    | 24    | 8     | 3        | 2     | 4     | 20    | --    | 4     | 22    | 5        | .225  | .293     | .317     | .610  |
| 1955      | 巨人      | 118   | 437   | 383   | 60    | 102   | 7        | 10       | 12       | 165   | 60    | 18    | 6        | 6     | 8     | 37    | 0     | 3     | 50    | 3        | .266  | .336     | .431     | .767  |
| 1956      | 巨人      | 125   | 389   | 342   | 43    | 87    | 18       | 2        | 8        | 133   | 46    | 7     | 5        | 9     | 3     | 28    | 2     | 7     | 34    | 8        | .254  | .324     | .389     | .712  |
| 1957      | 巨人      | 121   | 420   | 391   | 42    | 78    | 19       | 1        | 8        | 123   | 27    | 2     | 3        | 8     | 1     | 20    | 1     | 0     | 60    | 3        | .199  | .238     | .315     | .553  |
| 1958      | 巨人      | 114   | 363   | 320   | 39    | 72    | 13       | 3        | 4        | 103   | 28    | 8     | 2        | 9     | 4     | 27    | 0     | 3     | 78    | 7        | .225  | .291     | .322     | .613  |
| 1959      | 大洋      | 118   | 474   | 431   | 35    | 97    | 13       | 3        | 4        | 128   | 28    | 15    | 11       | 4     | 1     | 37    | 0     | 1     | 70    | 4        | .225  | .288     | .297     | .585  |
| 1960      | 大洋      | 116   | 341   | 316   | 36    | 73    | 18       | 3        | 2        | 103   | 20    | 6     | 11       | 6     | 0     | 17    | 1     | 2     | 40    | 4        | .231  | .275     | .326     | .601  |
| 1961      | 大洋      | 85    | 184   | 166   | 14    | 42    | 4        | 0        | 2        | 52    | 16    | 3     | 7        | 5     | 1     | 11    | 0     | 1     | 21    | 4        | .253  | .303     | .313     | .617  |
| 通算：9年 | 通算：9年 | 1006  | 3206  | 2882  | 337   | 679   | 113      | 30       | 49       | 999   | 295   | 78    | 54       | 59    | 22    | 221   | 4     | 22    | 409   | 47       | .236  | .295     | .347     | .642  |

- 各年度の太字はリーグ最高

### 年度別監督成績
| 年度      | 球団      | 順位      | 試合 | 勝利 | 敗戦 | 引分 | 勝率 | ゲーム差               | チーム 本塁打          | チーム 打率            | チーム 防御率          | 年齢                   |
| --------- | --------- | --------- | ---- | ---- | ---- | ---- | ---- | ---------------------- | ---------------------- | ---------------------- | ---------------------- | ---------------------- |
| 1971年    | 近鉄      | 3位       | 130  | 65   | 60   | 5    | .520 | 18.0                   | 151                    | .241                   | 3.21                   | 41歳                   |
| 1972年    | 近鉄      | 2位       | 130  | 64   | 60   | 6    | .516 | 14.0                   | 123                    | .248                   | 3.07                   | 42歳                   |
| 1973年    | 近鉄      | 6位       | 112  | 35   | 73   | 4    | .324 | 6位・6位               | 113                    | .237                   | 3.83                   | 43歳                   |
| 通算：3年 | 通算：3年 | 通算：3年 | 372  | 164  | 193  | 15   | .459 | Aクラス2回、Bクラス1回 | Aクラス2回、Bクラス1回 | Aクラス2回、Bクラス1回 | Aクラス2回、Bクラス1回 | Aクラス2回、Bクラス1回 |

- 1973年は前後期制のため、ゲーム差欄は前期順位・後期順位の順に表記。
- 1973年は9月26日まで指揮。残り試合は島田光二が代行。（18試合7勝10敗1分）

### 記録
- 1000試合出場：1961年9月21日 ※史上65人目
- 3イニング連続本塁打：1956年8月4日、対大洋ホエールズ戦（川崎球場）の4回から6回にかけて（3ラン、2ラン、ソロ） ※NPB史上2人目、セ・リーグ史上初[18]

### 背番号
- 5 （1953年 - 1963年）
- 40 （1964年 - 1970年）
- 72 （1971年 - 1973年）
- 63 （1974年 - 1975年）
- 70 （1977年 - 1980年）

## 著書
- 『野球に生きて:岩本尭回想録』紀伊民報、2011年